# The Zephyr Song
The Zephyr Song is een lied van de Red Hot Chili Peppers en staat op het achtste studioalbum By the Way uit 2002. Het is de tweede single van de cd, na "By the Way".

## Videoclip
De videoclip werd geregisseerd door Jonathan Dayton en Valerie Faris. In de videoclip zijn de bandleden te zien in een psychedelische stijl, met verschillende danseressen. Het lied is erg melodieus, anders dan wat de Red Hot Chili Peppers op de eerdere albums lieten horen.

## B-kanten
De B-kanten van de verschillende single-versies ("Body of Water", "Someone", "Out of Range", "Rivers of Avalon") zijn alle opgenomen tijdens de By the Way-sessies. Echter zijn dit nummers die het album toen niet hebben gehaald en daarom als B-kant werden gebruikt.

## Lijst van nummers

### Cd-single 1(2002)
1. The Zephyr Song – 3:52
2. Body of Water (Unreleased) – 4:41
3. Someone (Unreleased) – 3:24

### Cd-single 2 (2002)
1. The Zephyr Song – 3:52
2. Out of Range (Unreleased) – 3:58
3. Rivers of Avalon (Unreleased) – 3:39

### Cd-single 3 (2002)
1. The Zephyr Song – 3:52
2. Out of Range (Unreleased) – 3:58

### 7"-single (2002)
1. The Zephyr Song – 3:52
2. Out of Range (Unreleased) – 3:58